# Goera tenuis
Goera tenuis är en nattsländeart som beskrevs av Georg Ulmer 1927. Goera tenuis ingår i släktet Goera och familjen grusrörsnattsländor. Inga underarter finns listade i Catalogue of Life.